# Comuna Văleni, Vaslui
Văleni este o comună în județul Vaslui, Moldova, România, formată din satele Moara Domnească și Văleni (reședința). Comuna Văleni este situată la Nord de orașul Vaslui, pe șoseaua națională DN 24, la 12 km de reședința de județ și la 60 km de orașul Iași, așezată pe două dealuri cu pante domoale încărcate de salcâmi și de pomi roditori. Este una dintre cele mai vechi comune independente din județul Vaslui, fiind înființată la 1864 odată cu aplicarea Legii comunale dată de domnitorul Al. I. Cuza. Comuna Văleni este așezată la intersecția paralelei de 46º6’ latitudine nordică, cu meridianul de 28º6’ longitudine estică. Este formată din localitățile Moara Domnească și Văleni, așezate una în continuarea celeilalte de-a lungul șoselei naționale Vaslui - Iași. Vatra satului Moara Domnească ocupă și zona de sud a drumului județean DJ 246A, Moara Domnească - Ferești, în lungime de 9 km.
Comuna este inclusă în marea subunitate geomorfologică a Podișului Central Moldovenesc, cu o suprafață totală de 3838 ha și-o populație de 4336 de locuitori, din care la Văleni 3082 locuitori cu 1043 locuințe, iar la Moara Domnească 1254 locuitori cu 458 locuințe (după recensământul din oct. 2011).
Înainte localitatea se numea Valea Rea, iar din anul 1965, ca urmare a organizării administrative se va numi Văleni (conform Decretului nr. 799/1964), revenindu-se astfel la prima atestare documentară, cu peste 400 de ani în urmă, a locului numit atunci Siliștea Vălenii. În perioadele 1907 - 1908 și 1968 - 2004 satul Ferești a fost component al comunei Văleni.
A da o dată exactă cu începuturile istorice ale satelor Văleni și Moara Domnească și a celorlalte sate din împrejurimi este greu dacă nu chiar imposibil de făcut. Totuși, un lucru este cert și anume: „cei veniți pe valea cea rea și îndrumați a-și face case aici, nu au găsit locul gol, ci locuit de băștinași încă din vechime și menționați în documentele vremii“, ne spune preotul paroh Vasile Ulea în Monografia satului Văleni, anul 1967, p. 2. Probabil primele așezări omenești pe aceste locuri au legătură cu descălecatul voievodului maramureșan Dragoș în Moldova după anul 1351.
„În general, așezările care au apărut aici erau locuite de foarte puțini oameni, datorită condițiilor grele de viată, a bolilor care secerau viețile oamenilor fără milă și deselor năvăliri ale popoarelor migratoare, cât și războaielor care mențineau populația în limite reduse. Satele erau cu puține case și ușor de mutat de pe o vale pe alta și de cele mai multe ori ele s-au dezvoltat în locuri adăpostite de factorii naturali ca păduri sau văi mai profunde. Numele lor era legat de numele unui stăpân al moșiei, de al unui locuitor mai cu vază sau de poziția locului“. (citat din Monografia satului Văleni de preot Vasile Ulea, p. 2, anul 1967, manuscris) 
În zona Vălenilor este atestat la anul 1427 satul Fauri, dispărut în timp, dar numele locului se păstrează, făcând parte din teritoriul comunei Văleni, delimitând o mare parte din terenul agricol situat pe dealul de la Est de vatra satului. Și astăzi se păstrează în toponimica locală expresia „În Fauri“. Putem considera că prima atestare documentară a Vălenilor este la anul 1427 cu satul Fauri. 
Domnitorul Ștefan cel Mare cumpără cu banii lui mai multe sate cu moșiile lor, formând astfel ocolul domnesc al orașului Vaslui. În Hrisovul lui Ștefan cel Mare din 15 octombrie 1491 prin care voievodul stabilește hotarele moșiei din jurul târgului Vaslui este amintit satul Grumăzești, care era situat între satele Moara Domnească și Muntenii de Sus de astăzi, la Est de râul Vasluieț. În toponimica locală a comunei Muntenii de Sus există expresia „Dealul Grumăzești“.
În secolul al XV -lea satele Grumăzești și Fauri au fost stăpânite de boierul Crasnaș, după care trec în stăpânirea boierilor Bogza și Bolea și a urmașilor acestor familii. Cu timpul, localitatea Grumăzești dispare și apar localitățile Muntenii de Sus și Prigorceni, ultima pe vatra actuală a satului Moara Domnească, unde se retrag o parte din locuitorii din fostul sat Grumăzești. Numele vechi al satului Prigorceni a fost Cârjanii, așezat pe apa Sărata stăpânit în secolul al XV -lea de boierul Oană Murgu, rudă cu proprietarii moșiei Murgeștilor, azi Bereasa, la Nord de Ferești. La anul 1486, pe 7 octombrie, Oană Murgu vinde satul Cârjani lui Toma Prigorcea pe 30 zloți. (I. Bogdan, Documente I, p. 304) 
La anul 1595, satul Răii, așezat la Est de apa Vaslui, era stăpânit de Bogza logofătul cu întărire de la domnul Moldovei Ieremia Vodă Movilă (1595 - 1600; 1600 - 1606), pe care o consider ca a doua atestare documentară a satului Văleni.
La anul 1608, domnul Moldovei, Constantin Vodă Movilă (1607 -1611), fiul lui Ieremia Movilă prin înscris întărește puterea boierului Bogza logofăt de stăpânire peste moșia de pe aceste locuri și-i dă dreptul să facă o moară în satul Răii la malul apei Vaslui. Ar fi a treia mențiune documentară despre satul Văleni. 
La un moment dat, în Monografia satului Văleni, preotul Vasile Ulea face mențiunea că este vorba, de fapt, de două sate denumite Răii și Nerăii, așezate de o parte și de alta a apei V

## Demografie
Componența etnică a comunei Văleni
     Români (85,04%)
     Alte etnii (0,08%)
     Necunoscută (14,88%)
Componența confesională a comunei Văleni
     Ortodocși (84,92%)
     Alte religii (0,15%)
     Necunoscută (14,93%)
Conform recensământului efectuat în 2021, populația comunei Văleni se ridică la 3.945 de locuitori, în scădere față de recensământul anterior din 2011, când fuseseră înregistrați 4.022 de locuitori. Majoritatea locuitorilor sunt români (85,04%), iar pentru 14,88% nu se cunoaște apartenența etnică. Din punct de vedere confesional, majoritatea locuitorilor sunt ortodocși (84,92%), iar pentru 14,93% nu se cunoaște apartenența confesională.

## Politică și administrație
Comuna Văleni este administrată de un primar și un consiliu local compus din 15 consilieri. Primarul, Radu Beligan[*], de la Partidul Național Liberal, este în funcție din 2016. Începând cu alegerile locale din 2024, consiliul local are următoarea componență pe partide politice:
|  | Partid                          | Consilieri | Componența Consiliului | Componența Consiliului | Componența Consiliului | Componența Consiliului | Componența Consiliului | Componența Consiliului | Componența Consiliului |
|  | ------------------------------- | ---------- | ---------------------- | ---------------------- | ---------------------- | ---------------------- | ---------------------- | ---------------------- | ---------------------- |
|  | Partidul Național Liberal       | 7          |                        |                        |                        |                        |                        |                        |                        |
|  | Partidul Social Democrat        | 6          |                        |                        |                        |                        |                        |                        |                        |
|  | Alianța pentru Unirea Românilor | 1          |                        |                        |                        |                        |                        |                        |                        |
|  | Uniunea Salvați România         | 1          |                        |                        |                        |                        |                        |                        |                        |